# Pablo Orbaiz
Pablo Orbaiz Lesaka (ur. 6 lutego 1979 w Pampelunie), piłkarz hiszpański narodowości baskijskiej, grający na pozycji środkowego defensywnego pomocnika. Czterokrotny reprezentant Hiszpanii, gracz CD Egüés.

## Kariera klubowa
- Kluby juniorskie: CA Osasuna (do 1996).
- Kluby seniorskie: CA Osasuna "B" (1996–1998), CA Osasuna (1996–2000), Athletic Bilbao (od 2000).

### Gra w Osasunie
Swoją zawodową karierę rozpoczynał w klubie ze swojego miasta - CA Osasuna. Na początku występował w rezerwach tego klubu. Szybko wywalczył sobie miejsce w pierwszej drużynie. Kolejny sezon rozpoczął znów w rezerwach. Historia jednak się powtórzyła i Orbaiz powrócił do pierwszej drużyny. W sezonie 1999–2000 zespół Osasuny wywalczył awans do Primera División. Ogólnie przez cztery lata gry w tej drużynie, wystąpił w 96 spotkaniach i zdobył 4 gole.

### Gra wAthletic Bilbao
W 2000 roku został sprzedany do Athletic Bilbao. W pierwszym sezonie występów na San Mamés zagrał w 27 spotkaniach, nie zdobył żadnego gola. W sezonie 2001–2002 strzelił swojego pierwszego gola w barwach drużyny z Kraju Basków. W wyjazdowym meczu z Celtą Vigo, Athletic Bilbao zwyciężył 3:2. Kolejny sezon to kontuzja Orbaiza. Wystąpił tylko w 5 meczach. Powrócił w sezonie 2003–2004 i mocno przyczynił się do awansu drużyny do Pucharu UEFA. Sezon 2004–2005 był najbardziej udanym w karierze Pablo Orbaiza. Opuścił tylko trzy mecze ligowe. Strzelił pięć bramek, z czego dwie w Pucharze Króla. W Pucharze UEFA zagrał osiem razy, nie strzelił jednak gola. W kolejnym sezonie - 2005–2006, Orbaiz znowu był mocnym punktem drużyny. Wystąpił w 36 meczach ligowych, strzelił 3 gole. Poprzedni sezon, 2006–2007 nie był tak dobry. Wystąpił tylko w 9 spotkaniach o mistrzostwo Primera División. W Athleticu Bilbao grał do końca sezonu 2010/2011.
Latem 2011 Orbaiz został wypożyczony do Olympiakosu Pireus, z którym został mistrzem Grecji. W 2012 roku odszedł do Rubinu Kazań.

### Kariera w liczbach
| Sezon     | Klub            | Kraj - Liga   | Mecze (gole) | Puchar | Europ. |
| --------- | --------------- | ------------- | ------------ | ------ | ------ |
| 1996 / 97 | CA Osasuna "B"  | 2ªB División  | 9 (2)        | -      | -      |
|           | CA Osasuna      | 2ª División   | 8            | ?      | -      |
| 1997 / 98 | CA Osasuna "B"  | 2ªB División  | 18           | -      | -      |
|           | CA Osasuna      | 2ª División   | 6            | -      | -      |
| 1998 / 99 | CA Osasuna      | 2ª División   | 26 (1)       | 1      | -      |
| 1999 / 00 | CA Osasuna      | 2ª División   | 29 (1)       | ?      | -      |
| 2000 / 01 | Athletic Bilbao | 1ª División   | 27           | 4      | -      |
| 2001 / 02 | Athletic Bilbao | 1ª División   | 26 (1)       | 6      | -      |
| 2002 / 03 | Athletic Bilbao | 1ª División   | 5            | 1      | -      |
| 2003 / 04 | Athletic Bilbao | 1ª División   | 26           | 1      | -      |
| 2004 / 05 | Athletic Bilbao | 1ª División   | 35 (3)       | 7 (2)  | 8      |
| 2005 / 06 | Athletic Bilbao | 1ª División   | 36 (3)       | 4      | -      |
| 2006 / 07 | Athletic Bilbao | 1ª División   | 9            | 1      | -      |
| 2007 / 08 | Athletic Bilbao | 1ª División   | 23           | 0      | -      |
| 2008 / 09 | Athletic Bilbao | 1ª División   | 30           | 1      | -      |
| 2009 / 10 | Athletic Bilbao | 1ª División   | 20           | 1      | -      |
| 2010 / 11 | Athletic Bilbao | 1ª División   | 26           | 1      | -      |
| 2011 / 12 | Olympiakos SFP  | Super League  | 24           | 1      | -      |
| 2012 / 13 | Rubin Kazań     | Priemjer-Liga | 23           | 0      | -      |

### Bramki wPrimera División
| Data              | Mecz                                    |
| ----------------- | --------------------------------------- |
| 11 listopada 2001 | Celta Vigo 2:3 Athletic Bilbao          |
| 6 lutego 2005     | Deportivo La Coruna 1:1 Athletic Bilbao |
| 17 kwietnia 2005  | Racing Santander 0:2 Athletic Bilbao    |
| 15 maja 2005      | RCD Mallorca 4:3 Athletic Bilbao        |
| 3 grudnia 2005    | Athletic Bilbao 1:1 Atlético Madryt     |
| 28 stycznia 2006  | Athletic Bilbao 1:0 Getafe CF           |
| 7 maja 2006       | Deportivo La Coruna 1:2 Athletic Bilbao |

### Występy wPucharze UEFA
| Data                 | Faza           | Mecz                                 |
| -------------------- | -------------- | ------------------------------------ |
| 16 września 2004     | Pierwsza runda | Trabzonspor 3:2 Athletic Bilbao      |
| 30 września 2004     | Pierwsza runda | Athletic Bilbao 2:0 Trabzonspor      |
| 21 października 2004 | Faza grupowa   | Athletic Bilbao 2:0 AC Parma         |
| 4 listopada 2004     | Faza grupowa   | Beşiktaş JK 3:1 Athletic Bilbao      |
| 1 grudnia 2004       | Faza grupowa   | Athletic Bilbao 1:0 Steaua Bukareszt |
| 16 grudnia 2004      | Faza grupowa   | Standard Liège 1:7 Athletic Bilbao   |
| 24 lutego 2005       | 1/16           | Austria Wiedeń 0:0 Athletic Bilbao   |
| 27 lutego 2005       | 1/16           | Athletic Bilbao 1:2 Austria Wiedeń   |

## Kariera reprezentacjna

### Reprezentacja Hiszpanii
- Debiut: 21.08.2002 w meczu Węgry - Hiszpania 1:1.
- Bilans: 4 mecze.

### Młodzieżowa reprezentacja Hiszpanii
- Mistrzostwo świata U-20 (1999)

### Reprezentacja Kraju Basków(Euskadi)
- Debiut: 28.12.2005 w meczu Euskadi - Kamerun 1:1.
- Bilans: 3 mecze.

### Reprezentacja Nawarry
- Debiut: 26.12.2005 w meczu Nawarra - Chiny 1:0.
- Bilans: 1 mecz.